# Albina Kelmendi
Albina Kelmendi (Pejë, 27 gennaio 1998) è una cantante kosovara.
Ha rappresentato l'Albania all'Eurovision Song Contest 2023 con il brano Duje.

## Biografia
Albina Kelmendi ha studiato clarinetto e pianoforte in una scuola di musica nella sua città natale di Pejë. Ha iniziato a esibirsi insieme alla sua famiglia nel complesso Family Band.
È salita alla ribalta nel 2014, quando è stata finalista alla quarta edizione di The Voice of Albania. L'anno successivo ha preso parte alla dodicesima edizione del Top Fest, dove ha presentato l'inedito Nuk ka ma mire.
Nel giugno 2022 la cantante ha pubblicato il suo album di debutto, Nana loke. Nel successivo dicembre ha preso parte alla 61ª edizione del Festivali i Këngës, dove ha presentato il brano Duje, la cui esibizione ha visto la partecipazione di cinque componenti della sua famiglia. Nonostante si sia classificata seconda al festival, il cui risultato è stato decretato da una giuria, il voto del pubblico l'ha scelta come rappresentante albanese all'Eurovision Song Contest 2023 a Liverpool. Nel maggio successivo, dopo essersi qualificata dalla seconda semifinale, Albina Kelmendi si è esibita nella finale eurovisiva, dove si è piazzata al 22º posto su 26 partecipanti con 76 punti totalizzati.

## Discografia

### Album in studio
- 2022 – Nana loke

### Singoli
- 2015 – Ëndrrën mos ma merr
- 2016 – Hera e parë
- 2018 – Denim (con Sinan Vllasaliu)
- 2019 – Potpuri 2020 (con Taulant Bajraliu)
- 2020 – Shko
- 2020 – Hajredin Pasha
- 2020 – Një takim (con Taulant Bajraliu)
- 2020 – Ishim
- 2020 – Mos me lini vet
- 2020 – Ta fali zemra
- 2020 – Vjet e mija po kalojn
- 2020 – Hallakam (con Labinot Tahiri)
- 2020 – Ç'ka don tash prej meje (con Ymer Bajrami)
- 2021 – Mirazh
- 2021 – Kur ta ktheva Kosovë shpinën
- 2021 – Vullkan
- 2021 – Zot mos e bo
- 2021 – E kom prej teje
- 2021 – Pa mu
- 2021 – Çike e bukur
- 2021 – Moj e mira te pojata
- 2022 – Jakup Ferri
- 2022 – Jetoj me shpresë
- 2022 – Nane moj kom gabu
- 2022 – Syte e tu
- 2022 – Duje
- 2023 – Emri im
- 2023 – Inat